# Zinaida Nyikolajevna Hippiusz
Zinaida Nyikolajevna Hippiusz (oroszul:  Зинаи́да Никола́евна Ги́ппиус?*; 1869. november 20. – 1945. szeptember 9.) orosz költő, író, irodalmi kritikus, Dmitrij Merezskovszkij felesége, az orosz szimbolizmus egyik alapítója, akit haladó szellemiségű nőnek tartottak. Nem csak költészete és írói munkássága miatt jelentős alakja az orosz irodalomnak, de gondolkodóként és radikális vallási valamint politikai nézetei miatt is. Korának konvenciói ellenére elutasította a hagyományos férfi-nő szerepeket és az egyik első androgün alakja a világirodalomnak, verseiben például önmagáról hímnemben beszél. Az 1917-es oroszországi forradalmak után a Szovjetunióban a heves antibolsevik nézetei miatt nemkívánatos személy volt, 1920-tól Franciaországban élt, itt is halt meg. A hagyományos verselésen túlmutató, modern költészete hatással volt Blok, Ahmatova és Majakovszkij munkásságára is. Hippiusz a halál elkerülhetetlenségét, a hit szükségességét, a gonosz jelenlétét, a férfi-nő kapcsolatok bonyolultságát boncolgatta a költeményeiben. Simon Karlinsky irodalomtörténész meglátása szerint Hippiusz „azt a helyet tölti be az orosz költészetben, amit Dosztojevszkij az orosz regényírásban”.

## Élete

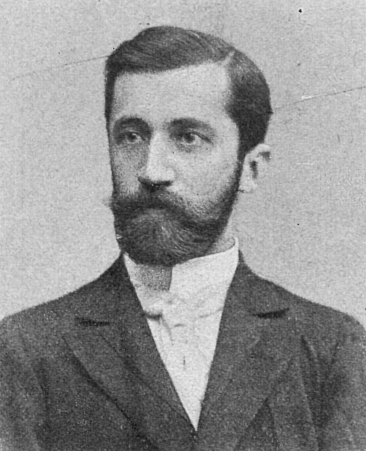
Merezskovszkij (Hippiusz férje) az 1890-es években

Beljovban született, (ma Tulai terület), négy lánytestvér közül a legidősebbként. Apja, Nyikolaj Romanovics Hippiusz német származású volt, akinek a felmenője, Adolphus von Gingst (később von Hippius) a 16. században telepedett le Moszkvában. Nyikolaj Romanovics elismert ügyvéd volt, magas rangú tisztviselő, felesége, Anasztaszija Vasziljevna Sztyepanova a jekatyerinburgi rendőrfőnök lánya volt. Nyikolaj Romanovics munkájából kifolyólag a család sokat költözködött (laktak például Szaratovban, Tulában, Kijevben), így a lányok nem kaptak állandó iskolai oktatást, leginkább nevelőnőktől és házitanítóktól tanultak.
Zinaida rövid ideig járt iskolába is, Kijevben két évet (1877–1878) töltött egy lányiskolában, egy évet pedig Moszkvában a Fischer Gimnáziumban, utóbbiban az állandóan szomorkás természete miatt „zaklatott kis teremtésként” emlékeztek rá.
Az apa 48 évesen tuberkulózisban halt meg, csaknem teljesen pénz nélkül hagyva hátra a lányait, Zinaidát, Annát, Natalját és Tatyjánát. A betegségre való hajlamot a lányai is örökölték, Anasztaszija Vasziljevna leginkább a legidősebb gyermeke miatt aggódott, így délre költöztette a családot, először Jaltába (ahol Zinaida kezelést is kapott), majd 1885-ben Tifliszbe, bátyja, Alekszandr Sztyepanov közelébe. Sztyepanov tehetős ember volt, dácsát (nyaralót) bérelt Zinaida számára Borzsomiban, a fiatal lány itt kezdett el igazán élni.
Zinaida hétéves kora óta írt verseket, mikor 1888-ban találkozott Merezskovszkijjal már több versét is publikálták. Szép lánynak számított, sok udvarlója volt, akiket rendre visszautasított. A befelé forduló, rendkívül művelt Merezskovszkij azonban nagy benyomást tett Zinaidára, olyannyira, hogy amikor a férfi megkérte a kezét, habozás nélkül igent mondott.
1889. január 8-án, Tifliszben házasodtak össze, ezt követően rövid nászútra utaztak a Krímbe.

### Irodalmi pályafutása

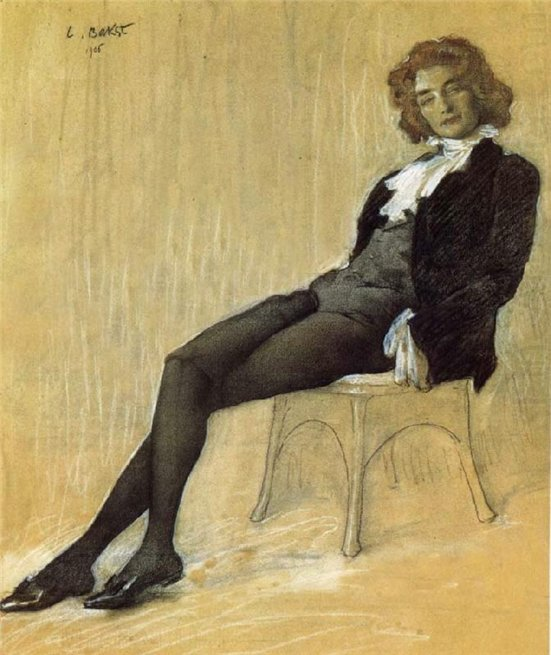
Leon Bakszt portréja, 1906

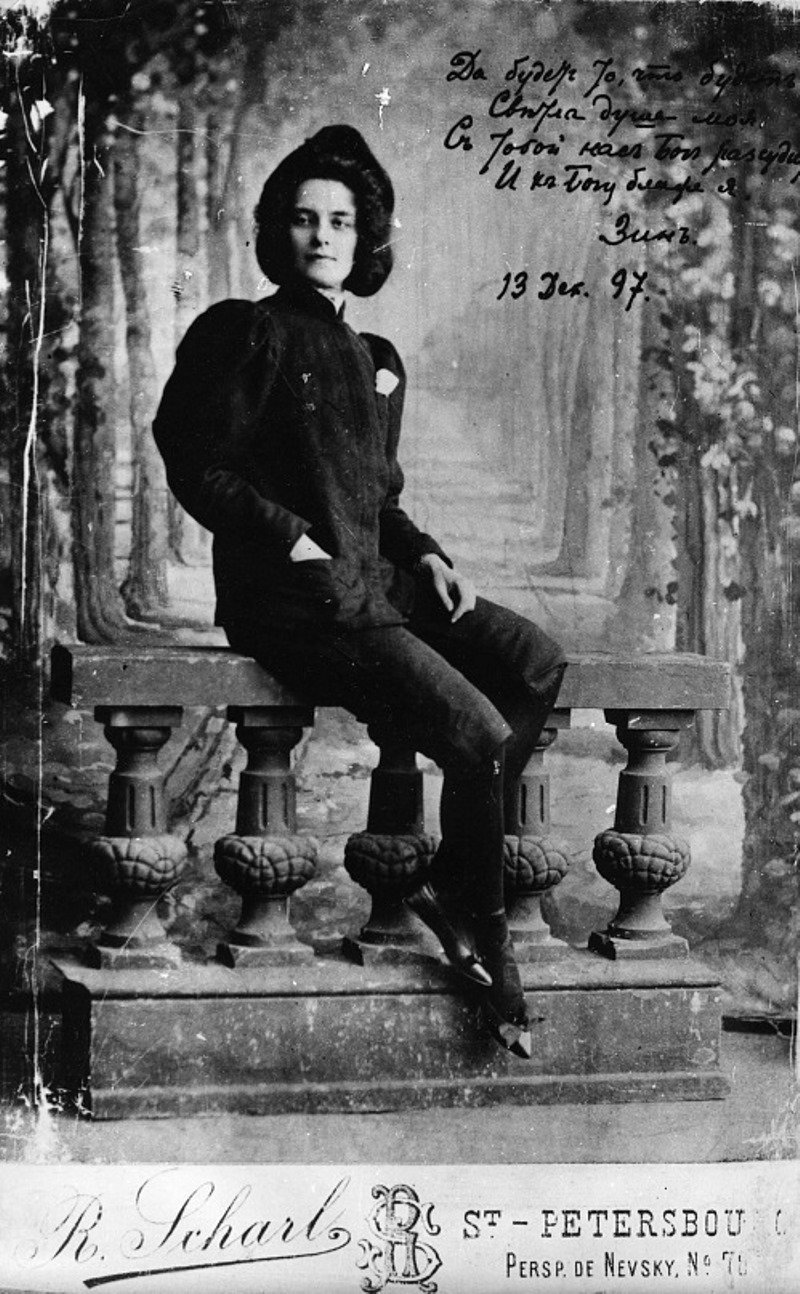
Zinaida Hippiusz az 1890-es években. Előszeretettel hordott férfiruhát

Merezskovszkij és Zinaida megegyeztek, hogy mindketten azzal fognak foglalkozni, amihez leginkább értenek: Dmitrij a költészettel, Zinaida a prózával. Az egyezményt hamar felrúgták, amikor Zinaida megkísérelte lefordítani George Byron Manfredjét, Merezskovszkij pedig regényt írt Julianus Apostata címmel.
Pétervárott Hippiusz bekerült az irodalmi elit körébe, befolyásos irodalmi alakokkal kötött barátságot, többek között Jakov Polonszkijjal, Apollon Majkovval, Dmitrij Grigoroviccsal és Alekszej Plescsejevvel. Aktív tagja lett különböző irodalmi társaságoknak, például a Shakespeare-körnek és az Orosz Irodalmi Társaságnak. Publikálni kezdett a Szevernij Vesztnyikben.
1890-ben és 1891-ben a Szevernij Vesztnyik leközölte több novelláját (V Moszkve, Dva szerdca), később pedig több regénye (Bez taliszmana, Pobegyityeli, Melkije volni) is megjelent köztudottan jól fizető folyóiratokban. Zinaida számára a prózaírás pusztán kereseti lehetőség volt, mivel el kellett tartania a családot: „Ezekre a regényekre nem is emlékszem, még a címükre sem nagyon.” Korai prózai munkáit a kritikusok idegenkedéssel fogadták, szerintük az írónő főhősei nem természetesek, túlságosan mesterkéltek és hihetetlenek. A Novij enciklopegyicseszkij szlovar (1911–1916) megjegyzi, hogy Hippiusz korai prózáját „nyilvánvalóan befolyásolták a kor nagy gondolkodói, mint Ruskin, Nietzsche, Maeterlinck és mások.” Zinaida számára az igazán személyes élmény a költészet volt, költeményeit „személyes imáknak” hívta. Mivel ezek gyakran a lélek sötétebbik oldalával, kétértelmű szexualitással és a nárcizmussal foglalkoztak, egyes verseit istenkáromlónak minősítették.
Szimbolikus versei és meghökkentő megjelenése miatt Zinaidára korán ráragadtak a „dekadens Madonna”, „démoni nő”, „a kettősség királynője” jelzők. A vörös hajú, zöld szemű szépség-szörnyeteg azonban nem egy spontán hóbort volt számára, hanem tudatos választás. Férfiruhában járt, férfi álneveken írt, vendégeit gyakorta durván sértegette, csak hogy lássa a reakciójukat, és több mint egy évtizeden át a szexuális szabadság szimbóluma volt Oroszországban. Mindez azonban homályba merült, amikor 1901-re Zinaida az úgynevezett „Új Egyház” ideológiával kezdett el foglalkozni.
Első verseskötetét 1904-ben jelentette meg, 1889 és 1903 között írt költeményeiből. Kiváló kritikákat kapott, Innokentyij Annyenszkij szerint az orosz modernizmus 15 évének kvintesszenciája, Valerij Brjuszov pedig dicsérte az őszinteséget, amivel a költőnő leírja a „fogságba ejtett lelkének” útját. Ő maga nem tulajdonított nagy jelentőséget saját költészetének: „Igazából szomorú, hogy olyan értelmetlen és haszontalan dolgot kell létrehoznom, mint ez a könyv. Nem mintha azt gondolnám, hogy a költészet haszontalan, épp ellenkezőleg, meg vagyok győződve róla, hogy létfontosságú, természetes és időtlen. Volt idő, amikor mindenhol divat volt a költészet, mindenki elismerte. De ezek az idők elmúltak. A mai olvasónak nincs szüksége többé verseskötetekre.”
Ebben az időben Hippusz már a szentpétervári értelmiség prominens alakja volt. A Muruzi-ház, ahol férjével lakott az orosz főváros egyik új kulturális központja lett. Hippiusz irodalmi estjeinek látogatása szinte kötelező volt a szimbolizmus iránt érdeklődő feltörekvő ifjoncok számára.

### Az „Új Egyház”-ideológia

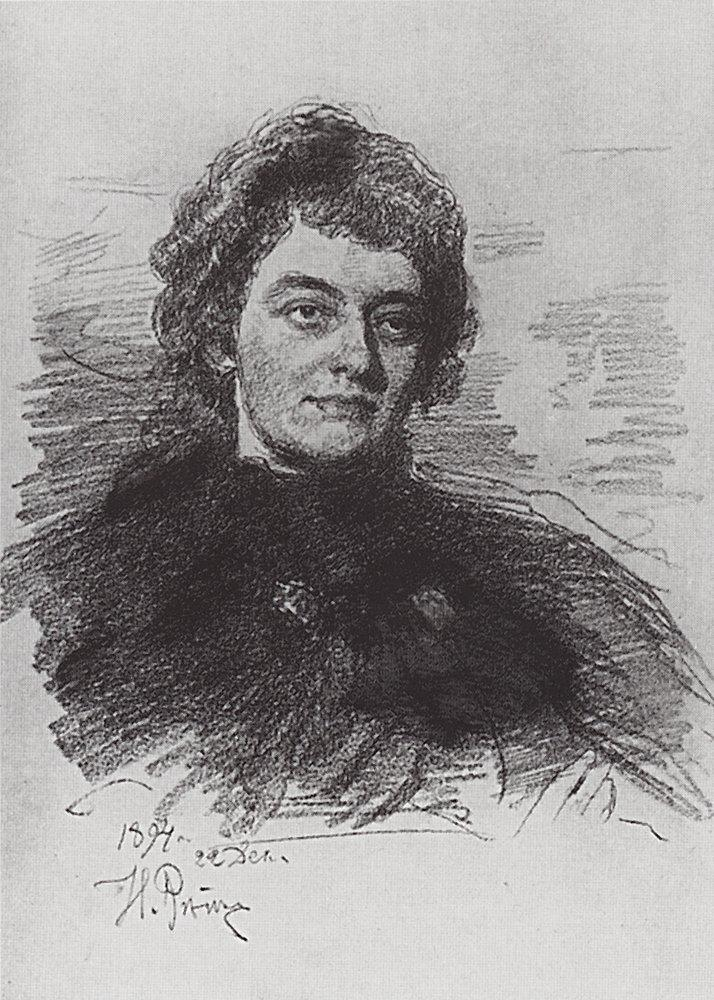
Hippiusz portréja Ilja Repin tolmácsolásában, 1894

Az 1890-es években Merezskovszkij és Hippiusz újszerű filozófiai gondolatokkal és vallási ideológiával kísérletezett. 1899–1901 között a költőnő sok időt töltött Szergej Gyagilev ismeretségi körében és a Mir Iszkussztva folyóirattal is kapcsolatba került. A miriszkusznyikok bátorítására, jórészt férfi álneveken (ezek közül a legismertebb az Anton Krajnij) kezdte el publikálni vallásos esszéit. Az orosz kultúra krízisállapotának elemzésekor Hippiusz arra a következtetésre jutott, hogy a megoldás a kereszténységben rejlik és Oroszország fennmaradásának kulcsát a hit és az intellektus összeolvadásában látta.
Az „Új Egyház” ideológiája Hippiusz írásaiban bontakozott ki, de Merezskovszkij lett a fő hajtóereje. 1901 és 1903 között vallási-filozófiai összejöveteleket tartottak, melyeken szabadon vitatkoztak a témáról. A találkozókról készült jegyzőkönyveket a Novij puty („Új út”) folyóiratban közölték 1903 és 1904 között. Azonban amikor a társaságba újoncként érkező Szergej Bulgakov megtagadta Zinaidától a Blokról írt esszéjének leközlését, a folyóirat hanyatlásnak indult, elsőként Merezskovszkij távozott, majd Rozanov, végül a folyóirat csődbe ment. Ebben az időben Hippiusz Anton Krajnyij álnéven már elismert irodalmi kritikus volt, aki neves lapoknak írt.
Hippiusz ezt követően visszavonult saját „házi egyházába”, a hírhedtté vált trojebratsztvóba („hármak testvérisége)”, ami tulajdonképpen az ő, Merezskovszkij és közös barátjuk, Dmitrij Filoszofov saját házi „vallása” lett.

### 1905–1916

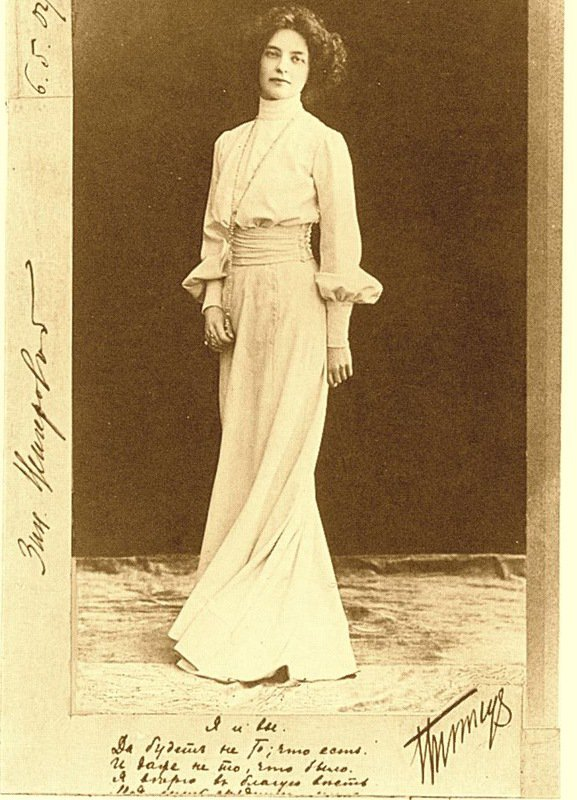
Zinaida Hippiusz az 1910-es években

1905-ben, a véres vasárnapot követően az addig a politikát hanyagoló Zinaida kezdte úgy vélni, a társadalmi változás az egyetlen téma, amiről írni érdemes. Tíz éven át férjével a cárizmus heves támadóivá váltak, köreiket egyre több forradalmár látogatta, például Borisz Szavinkov. 1906 februárjában Merezskovszkijék Franciaországba költöztek „önkéntes száműzetésbe”, Hippiusznak megjelent két műve, az Alij mecs novelláskötet és 1908-ban a Makov cvet színmű, melyet Merezskovszkijjal és Filoszofovval közösen írt.
Kiábrándulva a nyugati értelmiségből, akik közömbösen fogadták forradalminak szánt eszméiket, a házaspár 1908-ban hazaköltözött Szentpétervárra, ahol Hippiusz egészségi állapota romlani kezdett. A következő hat évben férjével többször utazott külföldre gyógyintézetekbe. 1911-ben, egyik ilyen utazásuk alkalmával Párizsban vettek egy olcsó lakást, ami később jó lépésnek bizonyult.
1910-ben megjelent második verseskötete, melyben – akárcsak az előzőben – az élet magasabb rendű célját kereste. Ekkorra Zinaida műveinek egy része megjelent német és francia nyelven is, valamint férjével és Filoszofovval közösen franciául is publikált, 1909-ben Le Tsar et la Révolution címmel jelent meg közös könyvük, majd pedig egy esszé, Mercure de France címmel az orosz költészetről. Az 1910-es években adta ki Lunnije muravji című kötetét, mely az addigi legjobb prózai munkája volt. Ugyancsak ez idő tájt jelent meg befejezetlen trilógiájának két kötete, a Csortova kukla (1. kötet) és a Roman-carevics (3. kötet), melyeket a baloldali értelmiség nem fogadott szívesen, „forradalomellenesnek” minősítve.
A világháború kitörése sokként érte a házaspárt, elítélték Oroszország részvételét. Zinaida sajátságos módon reagált, szobalányai nevét használva stilizált népies verseket írt a fronton szolgáló katonáknak, amikhez időnként dohányzacskót mellékelt.

### Az orosz forradalom idején
Hippiusz és Merezskovszkij az októberi forradalmat Oroszország végének, az Antikrisztus eljövetelének vélte. Október 26-án Zinaida ekképpen írt a történtekről: „Mintha fojtogató párna zuhant volna – a városra? Oroszországra? Rosszabb...”. Az év végén még néhány versét sikerült publikálnia a megmaradt folyóiratokban, de ez később azonban már lehetetlen volt. Naplójában megörökítette a forradalom utáni hétköznapokat, írt az éhezésről, a vérengzésekről és arról, hogyan váltak szinte teljesen közömbössé a történtek iránt: „A lélek (és a test!) az éhezésnek abban a fázisában van, amikor már nincs több fizikai gyötrelem és egyfajta álomszerű állapotba kerül. [...] Itt lehetetlenség élni. Belehal a lélek.” Férjével eleinte abban reménykedtek, hogy a bolsevikok vesztenek, egy idő után azonban megértették, hogy muszáj elhagyniuk az országot, és elkezdték kigondolni, hogyan juthatnának külföldre. 1919 telén Merezskovszkijnak engedélyezték, hogy az ókori Egyiptomról előadásokat tartson a Vörös Hadseregnek. December 24-én Filoszofovval, Zinaidával és Zlobinnal (Zinaida titkárával) a lengyel frontra utaztak egy katonákkal megpakolt vonaton. Zslobinig jutottak, onnan szánon folytatták az utat a lengyel oldalra. Menekülésük után tíz hónapot Varsóban töltöttek, majd Franciaországba költöztek.

### Külföldön
Az első néhány évben Zinaida azzal foglalkozott, amihez a leginkább értett, levelezett, szerződéseket kötött, vendégeket fogadott. Merezskovszkijjal gyakran beszélgettek Oroszország helyzetéről. Zinaida úgy érezte, helyzetük reménytelen, nyugaton képtelenek megérteni az oroszok szenvedését.
1927-ben Merezskovszkijék párizsi lakásában létrejött a Zöld lámpa irodalmi társaság, melyet a puskini azonos nevű társaság nyomán neveztek el. A Zöld lámpa hivatott összefogni az emigrációban élő orosz irodalmi alakokat, filozófusokat, gondolkodókat, akiket gondos válogatás után, személyre szabott levélben hívtak meg. 1928-ban Zinaida férjével részt vett az emigrációban élő orosz írók Belgrádban tartott első konferenciáján.
1932-ben Merezskovszkij sikeres előadássorozatot tartott Leonardo da Vinciről Olaszországban, ahol a házaspár nagy népszerűségre tett szert. Paul Doumer francia elnök meggyilkolását követően Franciaországban oroszellenes légkör uralkodott, így Merezskovszkijék Benito Mussolini meghívására Olaszországba költöztek, ahol három évig éltek, majd visszaköltöztek Párizsba.
Nem sokkal azután, hogy Németország megtámadta a Szovjetuniót, Merezskovszkij egy német rádióműsorban a bolsevikok elleni harcra buzdított. Hippiuszt megrémítette a hír. Merezskovszkijt kollaborációval vádolták meg, a házaspár utolsó évei szegénységben teltek. Férje halála 1941 decemberében hatalmas csapás volt Zinaida számára, egy évvel korábban szerzett tudomást Filoszofov haláláról, 1942-ben pedig Anna nővére is elhunyt.
Utolsó éveiben visszatért a költészethez, Poszlednyij krug című költeményén dolgozott, melyet 1972-ben adtak ki, és könyvet írt férje életéről. Mindkettő befejezetlen maradt, Hippiusz 1945. szeptember 9-én, Párizsban halt meg. A sainte-geneviève-des-bois-i orosz temetőben helyezték végső nyugalomra, férjével közös sírban.

## Magánélete

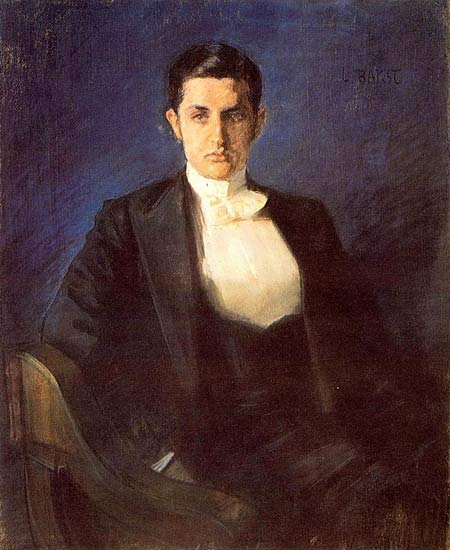
Dmitrij Filoszofov

Zinaida 19 éves volt, amikor feleségül ment az őt intellektuálisan lenyűgöző Merezskovszkijhoz. Karlinsky kutatásai szerint a kapcsolatuk pusztán intellektuális jellegű volt, megértették és kiegészítették egymást, de fizikai vonzalom nem volt köztük, az irodalomtörténész szerint a házasságuk valószínűleg sosem teljesült be fizikailag, amiben Merezskovszkij homoszexualitása is közrejátszott. Karlinsky meglátása szerint Hippiusz nem volt hagyományos értelemben véve biszexuális, a nők nem vonzották olyan mértékben, mint a férfiak. Hippiusz neveltetése és vallásos nézetei miatt elutasította a homoszexualitás fizikai megnyilvánulásait, sokkal inkább vonzotta a férfiak közötti szerelem intellektuális és érzelmi síkja: „Egyaránt jó és természetes dolog egy embernek egy másik embert szeretni. A férfiak közötti szerelem is lehet talán ugyanolyan határtalanul gyönyörű és Isten-adta, mint bármelyik másik szerelem.”
Leginkább a homoszexuális férfiak vonzották, azok közül is a feminin vonásokkal rendelkezők: „Ami vonz engem, az a lehetőség, hogy férfinak és nőnek is tűnik egyszerre. Ez borzasztóan közel áll ahhoz, amire szükségem van.” Karlinsky szerint Hippiuszt leginkább az androgün jelzővel lehetne illetni, fizikailag nő volt, lelkileg és szellemileg férfinak érezte magát, férfi ruhákat hordott, férfi álneveken írt, verseiben is a hímnemű toldalékolást használta. Hippiusz férje mellett egy másik, ugyancsak homoszexuális férfi, Dmitrij Filoszofov iránt is mély érzelmeket táplált, akivel gyakorlatilag hármasban éltek együtt hosszú időn keresztül és közösen is publikáltak.
Hippiusznak több botránya is volt nős férfiakkal, illetve egy alkalommal egy angol bárónővel is szerelmi viszonyba került, titkára megjegyzései szerint azonban Hippiusz számára ezek csupán intellektuális flörtölések voltak, sosem fizikai jellegűek.

## Művészete

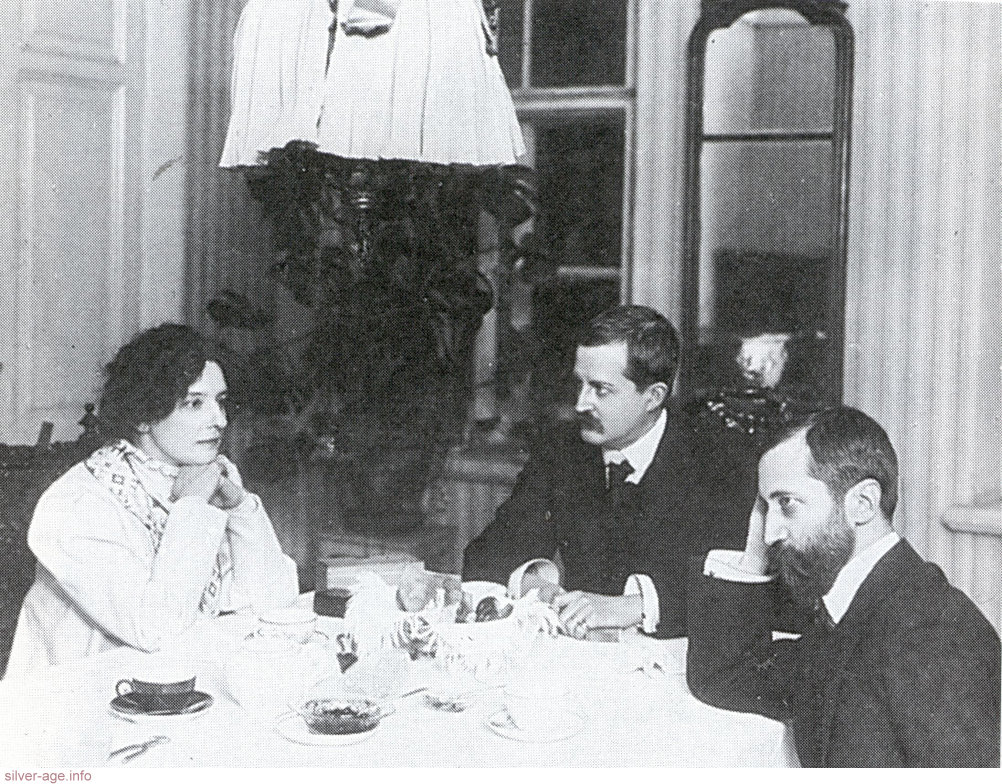
Hippiusz, Filoszofov és Merezskovszkij 1914-ben

Hippiusz az orosz szimbolizmus egyik első inspirálói közé tartozott. Korai műveire leginkább Nadson és Nietzsche volt hatással, korai prózai művei szimbolista elemeket tartalmaznak és Dosztojevszkij hatása is egyértelműen megmutatkozik.
Mégsem prózai, hanem költői munkássága miatt jelentős igazán, „Hippiusz, a költő, különleges helyet foglal el az orosz irodalomban; költeményei mélyen intellektuálisak, formailag hibátlanok és igazán izgalmasak”, írta róla a Bolsaja enciklopegyija Kirilla i Mefogyija.
A szimbolista írótársak csodálták Hippiusz sajátos etikai és esztétikai minimalizmusát, költeményeinek szimbolikus dilemmáit (mint a kirekesztéstől való szenvedés és a magány iránti vágy). Annyenszkij szerint „egyetlen ember sem képes az elvontat ilyen varázslatos ruhákba öltöztetni [mint ez az asszony]”. Néhány kortárs író úgy vélte, Hippiusz művei egyáltalán nem „nőiesek”, Hodaszevics például megemlíti a Zinaida „költői lelke és nem-költői elméje” közötti konfliktust.
Hippiusz alteregója, Anton Krajnyij elismert és rettegett irodalmi kritikus volt, aki számos folyóiratban publikált. Bár metsző hangú kritikái jó megfigyelőképességről tettek tanúbizonyságot, objektívnek semmiképp sem lehetett nevezni őket. Elmarasztalóan írt például Csehovról, Nabokovról („egyáltalán semmi mondanivalója nincs”), Jeszenyinről, Paszternakról, Cvetajeváról és Ahmatováról is, némelyikről már-már paranoid gyűlölettel.

## Fordítás
- Ez a szócikk részben vagy egészben  a   Zinaida Gippius című angol Wikipédia-szócikk ezen változatának fordításán alapul.  Az eredeti cikk szerkesztőit annak laptörténete sorolja fel. Ez a jelzés csupán a megfogalmazás eredetét és a szerzői jogokat jelzi, nem szolgál a cikkben szereplő információk forrásmegjelöléseként.
- Ez a szócikk részben vagy egészben  a(z)   Гиппиус, Зинаида Николаевна című orosz Wikipédia-szócikk ezen változatának fordításán alapul.  Az eredeti cikk szerkesztőit annak laptörténete sorolja fel. Ez a jelzés csupán a megfogalmazás eredetét és a szerzői jogokat jelzi, nem szolgál a cikkben szereplő információk forrásmegjelöléseként.